# هروه اوساله
هروه اوساله (انگلیسی: Hervé Oussalé؛ زادهٔ ۱۶ ژوئن ۱۹۸۸) بازیکن فوتبال اهل بورکینافاسو است.